# GF Kroppskultur
GF Kroppskultur (Gymnastikföreningen Kroppskultur), HF Kroppskultur (2005–2012), ist ein schwedischer Handballverein aus Uddevalla.
Die erste Damen-Mannschaft spielte bis zur Saison 2011/2012 in der höchsten schwedischen Spielklasse, der Elitserien. Seitdem tritt die Mannschaft in der zweiten Spielklasse, der Allsvenskan, an. Die Herren spielen seit dem Aufstieg aus der Division 1 ebenfalls in der Allsvenskan.
Neben Handball wird auch Gymnastik angeboten.